# Военная ветеринария

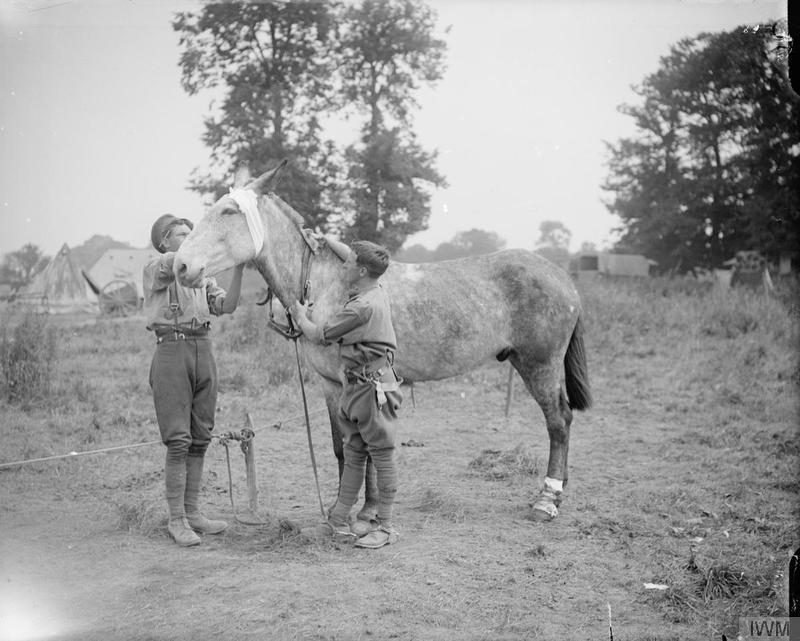
Военный ветеринар делает перевязку лошади после Битвы на Сомме (Первая мировая война; 1916)

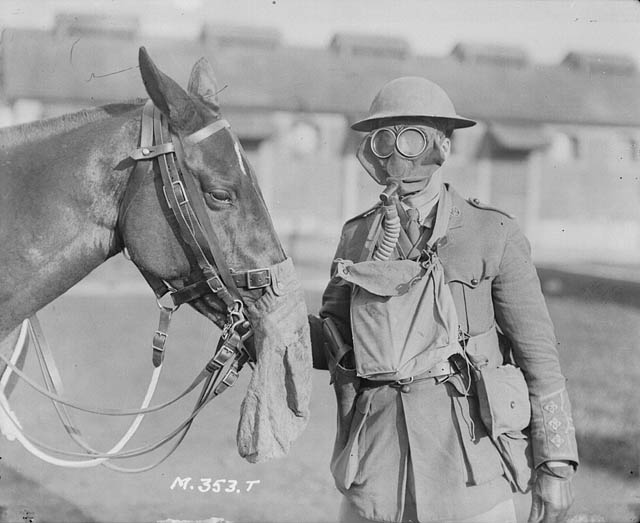
Военный ветеринар канадской армии (Первая мировая война; 1916)

Вое́нная ветеринари́я — направление в военной медицине и ветеринарии, основными задачами которого является защита личного состава от инфекционных заболеваний, передающихся от животных к человеку, а также сохранение здоровья животных, находящихся в ведении войсковой части (лошадей, служебных и боевых собак, мулов, волов, верблюдов и т. д.), лечение животных, пострадавших от огня противника, а также сохранение максимальной работоспособности животных, используемых как гужевой или вьючный транспорт, чтобы они могли выполнять возложенные на них боевые задачи. Кроме того, военные ветеринары осуществляют ветеринарно-санитарный контроль за состоянием продуктов питания животного происхождения, поступающих на довольствие в войсковые подразделения.

## История

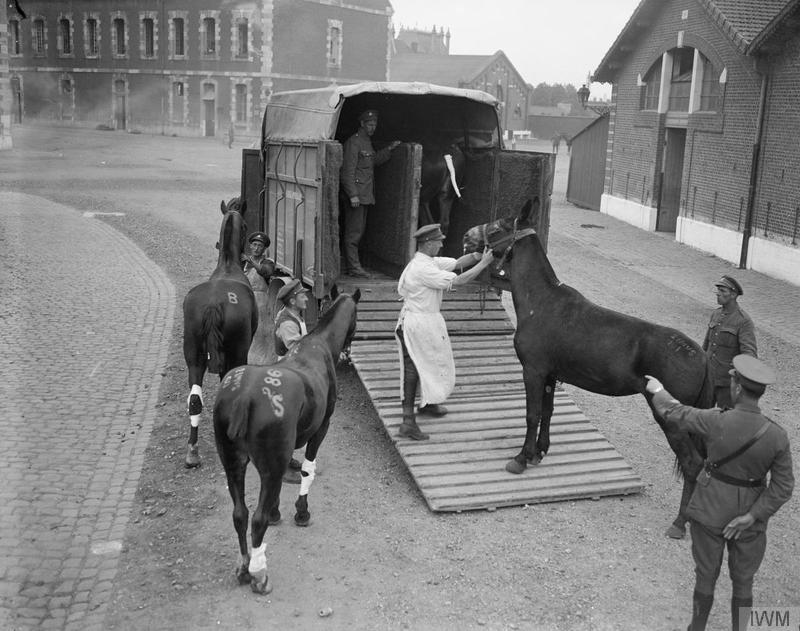
Военные ветеринары ВС Британии (Первая мировая война; 1918)

Точное время появления ветеринаров в армейских частях неизвестно, однако можно с известной долей уверенности утверждать, что ещё до появления кавалерии военные брали с собой в походы продовольственных животных (например свиней и коров, которых забивали непосредственно перед приготовлением пищи) уход за которыми (включающий в себя вышеназванные задачи) осуществляли специально назначенные для этого люди. Документально же подтверждено, что уже в древнеримской армии имелись должности военных ветеринаров и существовали особые лазареты для больных лошадей, носившие название «Veterinarum». Одним из выдающихся военных римских ветеринаров был Апсирт (Apsyrtos), принимавший участие в походе Константина Великого против сарматов и оставивший много научных трудов по ветеринарии, часть которых дошла до настоящего времени.

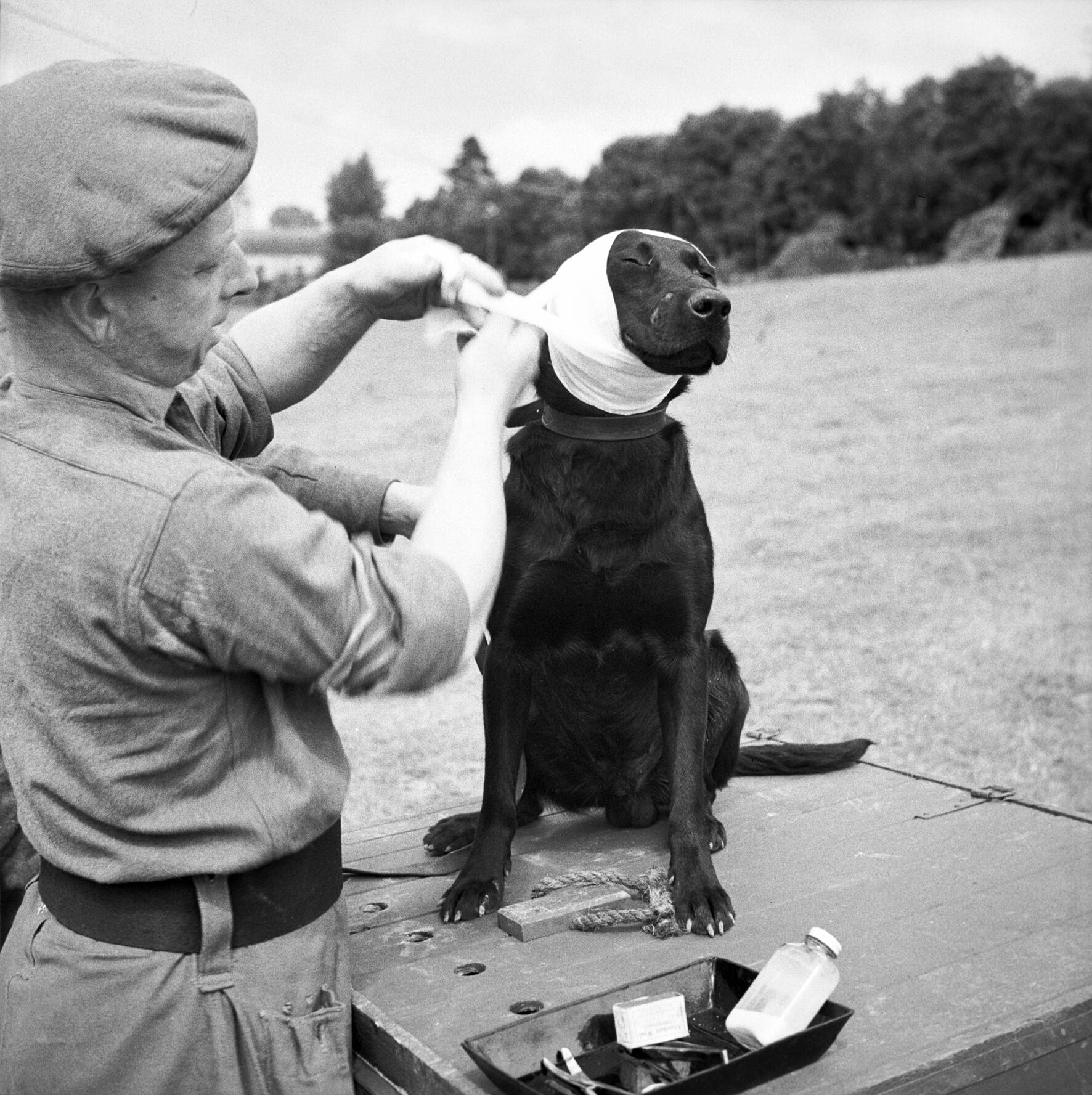
Военный ветеринар британской армии (Вторая мировая война; 1944)

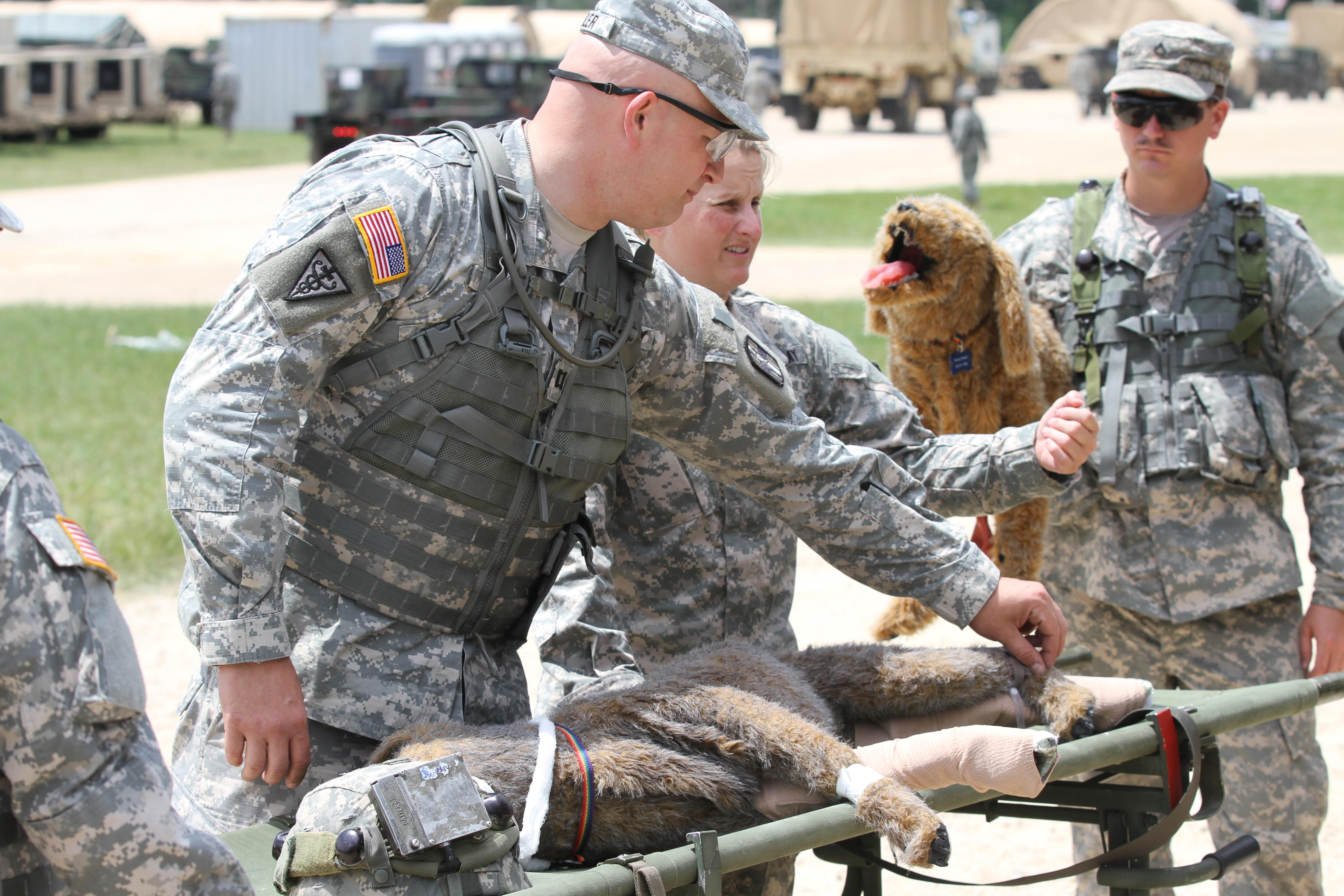
Военные ветеринары ВС США; 2015

С открытием в Европе во второй половине XVIII века ветеринарных учебных заведений (в связи с эпизоотиями, опустошавшими в то время весь континент) начались попытки правильно организовать и военно-ветеринарное дело.
Первыми ветеринарными врачами были нижние чины, но уже в 1798 году военные ветеринары в английской армии получили права офицеров. В конце XIX — начале XX века в вооружённых силах Великобритании служило около 130 ветеринаров в чинах от поручика до полковника (численность лошадей в армии составляла около 13 тысяч голов). Примеру Англии последовали и другие государства. В ВС Франции в этот период число военных ветеринаров достигало 419. В своих правах они были вполне сравнены с соответствующими офицерскими чинами от подпоручика (ветеринарные помощники) до полковника (главные ветеринары 1 класса). Как в Англии, так и во Франции состав военных ветеринаров пополнялся из гражданских ветеринаров с той лишь разницей, что они принимались на службу только после основательного экзамена в военной комиссии, а во Франции каждый гражданский ветеринар, желающий поступить на военную службу, должен пробыть один год в кавалерийской школе в Сомюре для изучения верховой езды и специфики военной службы. Аналогичные порядки существовали и в Армии Италии, где военных ветеринаров было более двухсот. В германской армии того периода на действительной службе было более шестисот ветеринаров (на 96 тысяч лошадей). Для подготовки военных ветеринаров в Берлине была основана военно-ветеринарная школа с трёхгодичным курсом обучения.

### Военная ветеринария в Российской империи, СССР и Российской Федерации
В начале XVIII века российский монарх Петр Первый издал ряд указов, согласно которым в русской кавалерии появились должности «врачевателей животных» и в войсковые части были направлены коновалы. Первые полевые ветеринарные лазареты появились в России в ходе Отечественной войны 1812 года.

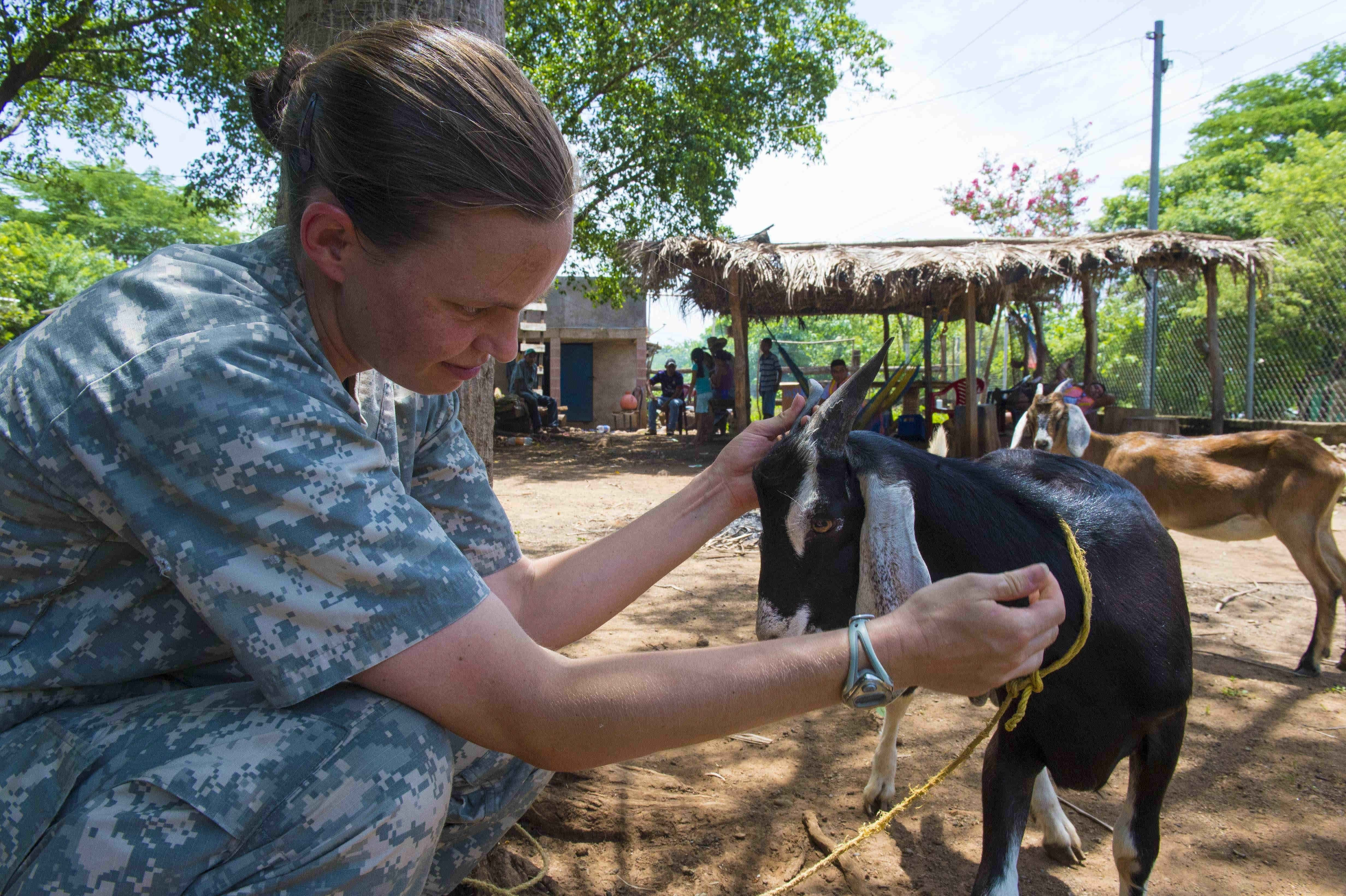
Военный ветеринар американской армии проверяет, чтобы предотвратить эпизоотию, здоровье скота гражданского населения; Сальвадор, 2015

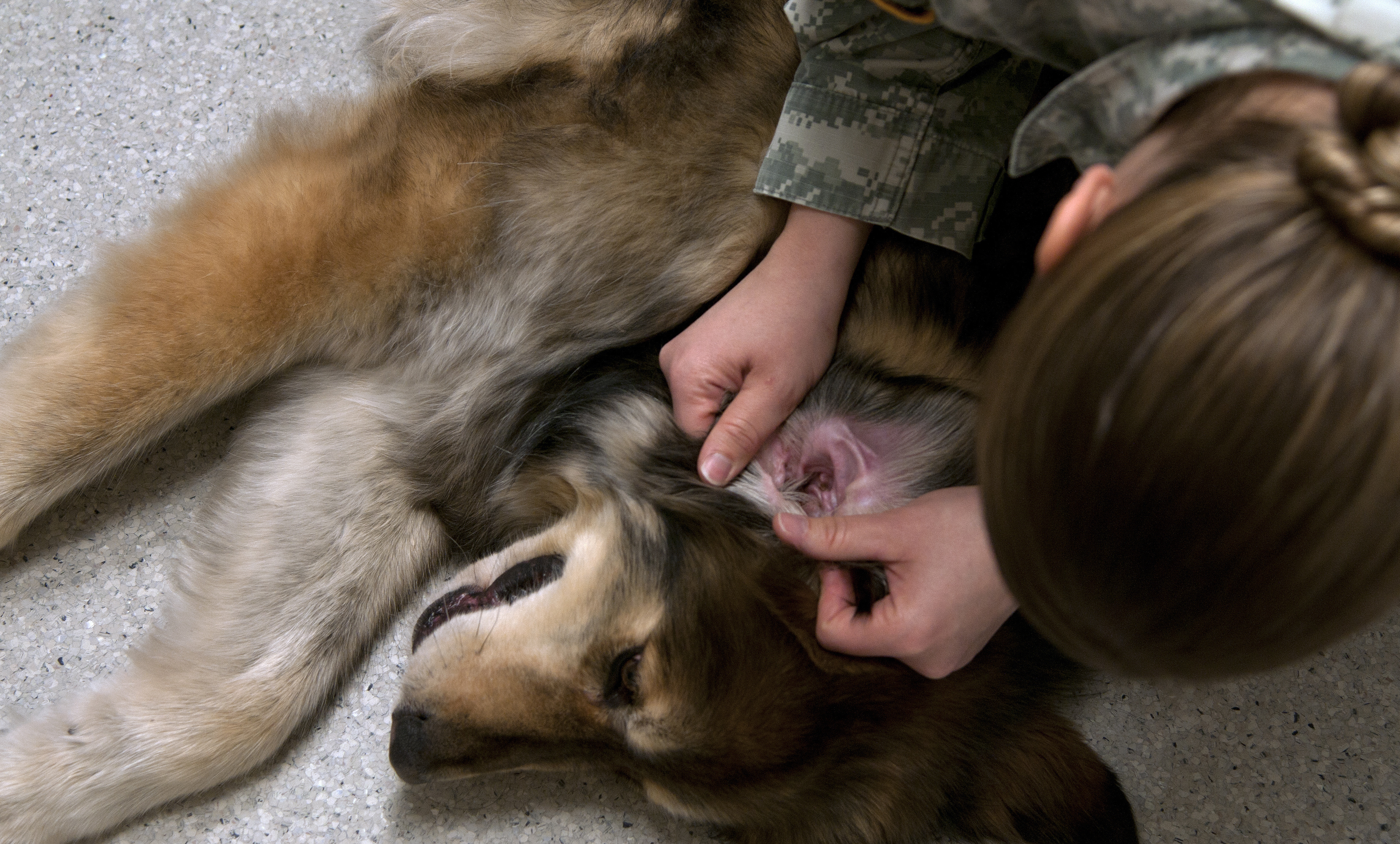
Военный ветеринар армии США оказывает помощь служебной собаке

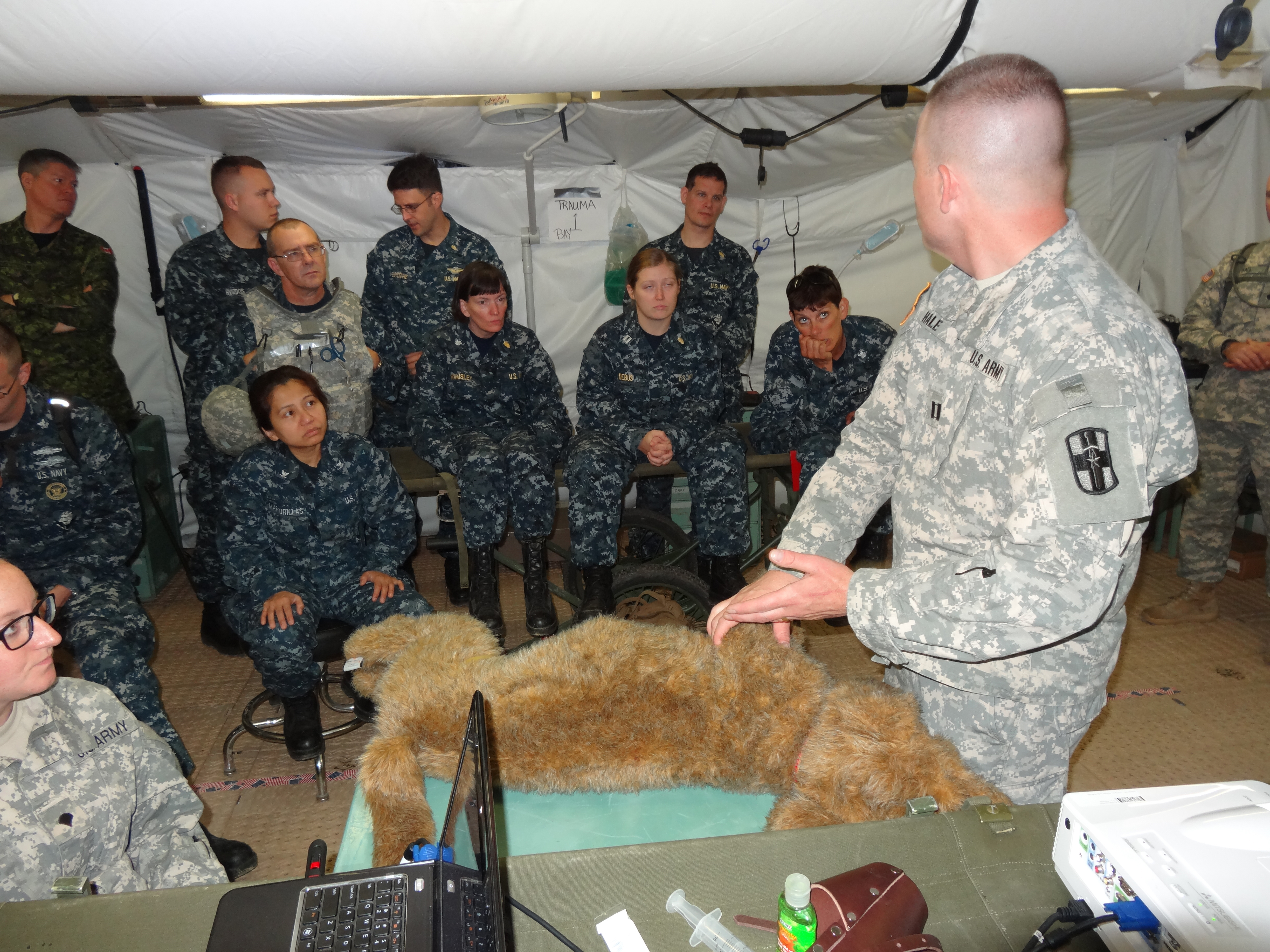
Военный ветеринар армии США обучает персонал в полевых условиях

В Русской императорской армии начала XX века полагалось по одному ветеринару на каждый кавалерийский и казачий полк, каждую артиллерийскую бригаду, каждые две конно-артиллерийские батареи, каждый кадр кавалерийского запаса (кроме кавказского, в котором было положено три ветеринара), каждый дивизион (жандармский, казачий и крымский) и каждый обозный батальон. Всего в Военном ведомстве Российской империи числилось более трёхсот ветеринаров.
Все военные ветеринары Российской империи в врачебном отношении были подчинены дивизионным врачам, корпусным врачам и окружному военно-медицинскому инспектору и принадлежали к составу гражданских чиновников военного министерства. Они составляли костяк военно-ветеринарная части русской армии и, помимо основных обязанностей, обучали учеников и преподавали иппологию в учебных командах. При кавалерийских и казачьих полках и кадрах кавалерийского запаса были положены свои ветеринарные лазареты. На лечение отпускалось из казны круглым счетом по 15 копеек на каждую строевую лошадь. На случай войны были установлены четыре вида ветеринарных аптек: первые 2 вида должны были находиться в заведовании ветеринарных врачей, последние 2 — ветеринарных фельдшеров. В помощь ветеринарным врачам при воинских частях были положены ветеринарные фельдшера (принадлежали к нестроевым нижним чинам старшего разряда), избираемые из грамотных молодых солдат, после трёхлетнего обучения и сдачи специального экзамена; их число достигало 1152. Для частей, мобилизуемых только на время войны, ветеринарные врачи и фельдшера призывались из числа состоящих в запасе; их число в 1890 году составляло 386 врачей и 3912 фельдшеров. Личный состав военных ветеринаров пополнялся лицами, окончившими курс в русских ветеринарных институтах.
После октябрьского переворота 1917 года ветеринарные учреждения были созданы во всех звеньях Рабоче-крестьянской Красной армии до полка включительно. Задачи военной ветеринарии в РФ от Ветеринарного комитета Военного министерства Российской империи перешли к Военно-ветеринарной службе Вооруженных сил Советского Союза. Свою высокую эффективность и незаменимость военные ветеринары продемонстрировали в ходе Второй мировой войны, когда из полевых лазаретов РККА возвращались в строй более 90 процентов заболевших или получивших ранения животных.
Вскоре после распада СССР Военно-ветеринарной служба была переименована в Ветеринарно-санитарную службу Вооружённых сил Российской Федерации (1993). В России аналогичные службы созданы также во Внутренних войсках Министерства внутренних дел РФ, в Пограничной службе Федеральной службы безопасности Российской Федерации, в ФСО и в ФСИН.
Командование военными ветеринарами в разных странах осуществляется по-разному, даже внутри блока НАТО, несмотря на унификацию; так, в Великобритании и Франции военно-ветеринарная служба подчиняется непосредственно командованию ВС, а в Германии и США она является подразделением военной-медицинской службы.
В ряде стран, где в войсках есть ветеринарная служба, имеются свои знаки отличия, которыми отмечают военных ветеринаров после посещения профильных курсов или за участие в определённых мероприятиях, операциях или миссиях.